# The Journey
"The Journey" – drugi album Ky-Mani Marleya, syna sławnego piosenkarza reggae, Boba Marleya. Wydawnictwo ukazało się w 1999 roku.

## Lista utworów
1. Rude Boy
2. Fell In Love
3. Country Journey
4. Dear Dad
5. Return Of A King
6. Emperor
7. Party's On
8. Hi-Way
9. Tom Drunk
10. No Faith
11. Your Love
12. Fire, Fire
13. Warriors
14. Lord Is My Shepherd